# Garbie jedzie do Rio
Garbie jedzie do Rio (tytuł oryg. Herbie Goes Bananas) – amerykański film przygodowy z 1980 roku w reżyserii Vincenta McEveety’iego.
Film zarobił 18 000 000 dolarów w Stanach Zjednoczonych.

## Obsada
Źródło: Filmweb

- Henry Slate – oficer
- Tom Scott – operator nr. 2
- John Vernon – Prindle
- Charles Martin Smith – Davy Johns
- Cloris Leachman – ciocia Louise Trends
- Jorge Moreno – kierowca autobusu
- Alex Rocco – Quinn
- Richard Jaeckel – Sheppard
- Harvey Korman – kapitan Blythe
- Elyssa Davalos – Melissa Drake
- Hector Morales – meksykański generał
- Bert Santos – policjant nr. 3
- Steve Boyum – policjant